# St. Konrad von Parzham (Falkensee)

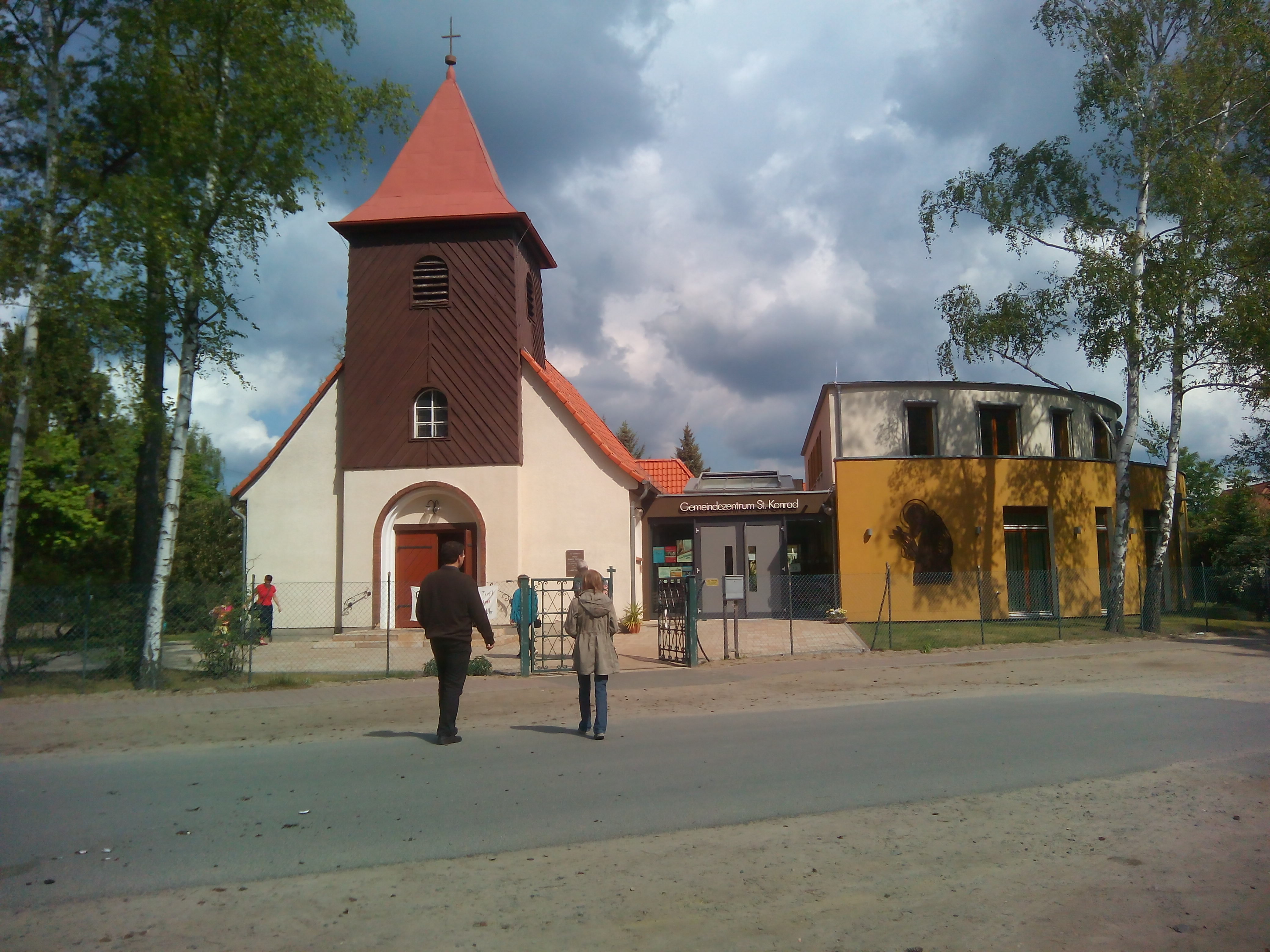
St. Konrad von Parzham in Falkensee und das benachbarte Gemeindezentrum

Die römisch-katholische Kirche St. Konrad in Falkensee wurde 1934 erbaut. Sie steht an der Ringpromenade 73 und gehört zur Pfarrei Heilige Familie – Spandau-Havelland im Erzbistum Berlin. Als eine der ersten Kirchen trägt sie das Patrozinium des Kapuzinerbruders Konrad von Parzham, der am 20. Mai 1934 heiliggesprochen worden war.

## Baugeschichte
Das Kirchengebäude wurde nach den Entwürfen des Diözesanbaurats Carl Kühn unter Verantwortung von Viktor Schiwy, dem damaligen Pfarrer von Berlin-Spandau, erbaut.  Die Bauausführung lag bei der Falkenseer Firma Eduard Stroka. Die Grundsteinlegung fand am 17. Juni 1934 statt, am 4. November 1934 wurde die Kirche von dem Berliner Bischof Nikolaus Bares geweiht. Die seit 1962 eigenständige Pfarrei war bis zum Mauerbau der Pfarrei in Berlin-Staaken zugeordnet. 
Schönstätter Marienschwestern mieteten im Jahr 1938 ein Gebäude in der Kochstraße 1, wo sie bis 1983 eine Niederlassung besaßen. Diese wurde bis Anfang der 1990er-Jahre als Gemeindezentrum St. Konrad genutzt. In den 1970er-Jahren erwarb der damalige Pfarrer Kurth Kemp (1960–1983) etwa 200 Meter von der Kirche entfernt ein Haus, das die Wohnung des Priesters beherbergte und nach Schließung der Schwesterniederlassung als Pfarrhaus diente.
Am 25. Juni 2011 weihte Prälat Ronald Rother auf dem Kirchengrundstück ein neues Gemeindezentrum ein. Der neue Bau wurde aufgrund der durch den Mauerfall von ca. 950 auf nun 2500 Katholiken gewachsenen Gemeinde unumgänglich. Die Pläne für das in klarer moderner Formensprache vorgesehene Gemeindezentrum lieferte das Büro Seidl und Lahn Architekten aus Falkensee. Es handelt sich um einen Anbau an die östliche Seite des Kirchenschiffes, dessen Foyer zugleich als Kirchenerweiterung dient. Als variables Verbindungselement kam eine künstlerisch gestaltete Glas-Schiebewand zum Einsatz. Die Doppelnutzung für sakrale und profane Veranstaltungen wird dadurch problemlos möglich.
Der Grundstein für das Gemeindezentrum wurde am 20. Juni 2010 gelegt, der Bau begann jedoch schon am 17. Mai 2010. An den Detailarbeiten waren fünfzehn Handwerker- und Dienstleistungsfirmen aus der näheren Umgebung beteiligt. Der Bau kostete rund 950.000 Euro.

## Architektur und Ausstattung

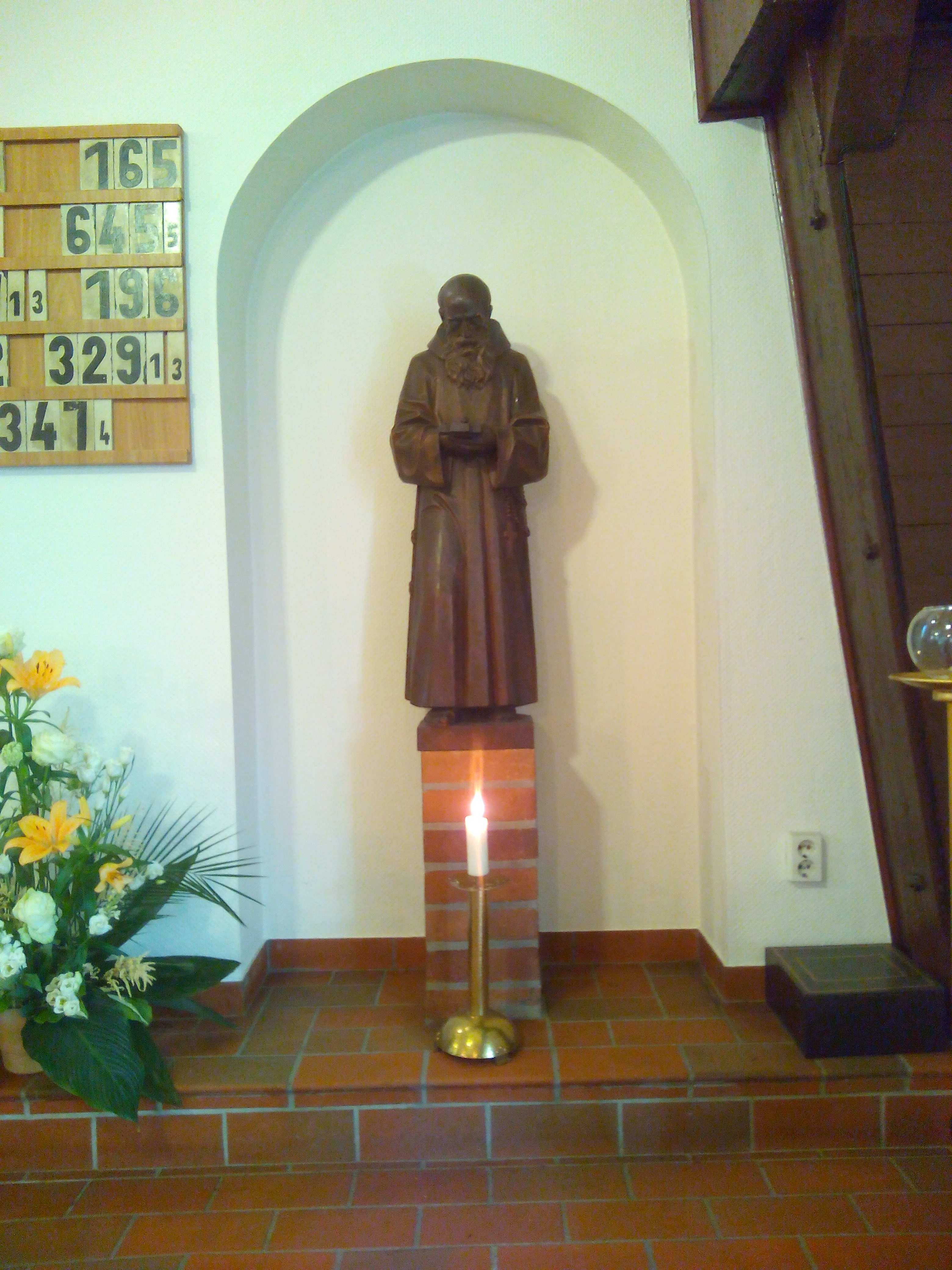
Statue des hl. Konrad von Parzham

Das Sakralgebäude ist ein einschiffiger und schlichter, stämmiger Saalbau mit eingezogenem rechteckigem Chor und einem Satteldach. Das Innere ist von hellen Wänden, farbigen Glasfenstern und einer hellen gewölbten Decke mit dunklen Holzträgern geprägt. Über dem Eingangsportal steht mittig ein kubischer, holzverschalter Turm mit einem Zeltdach.

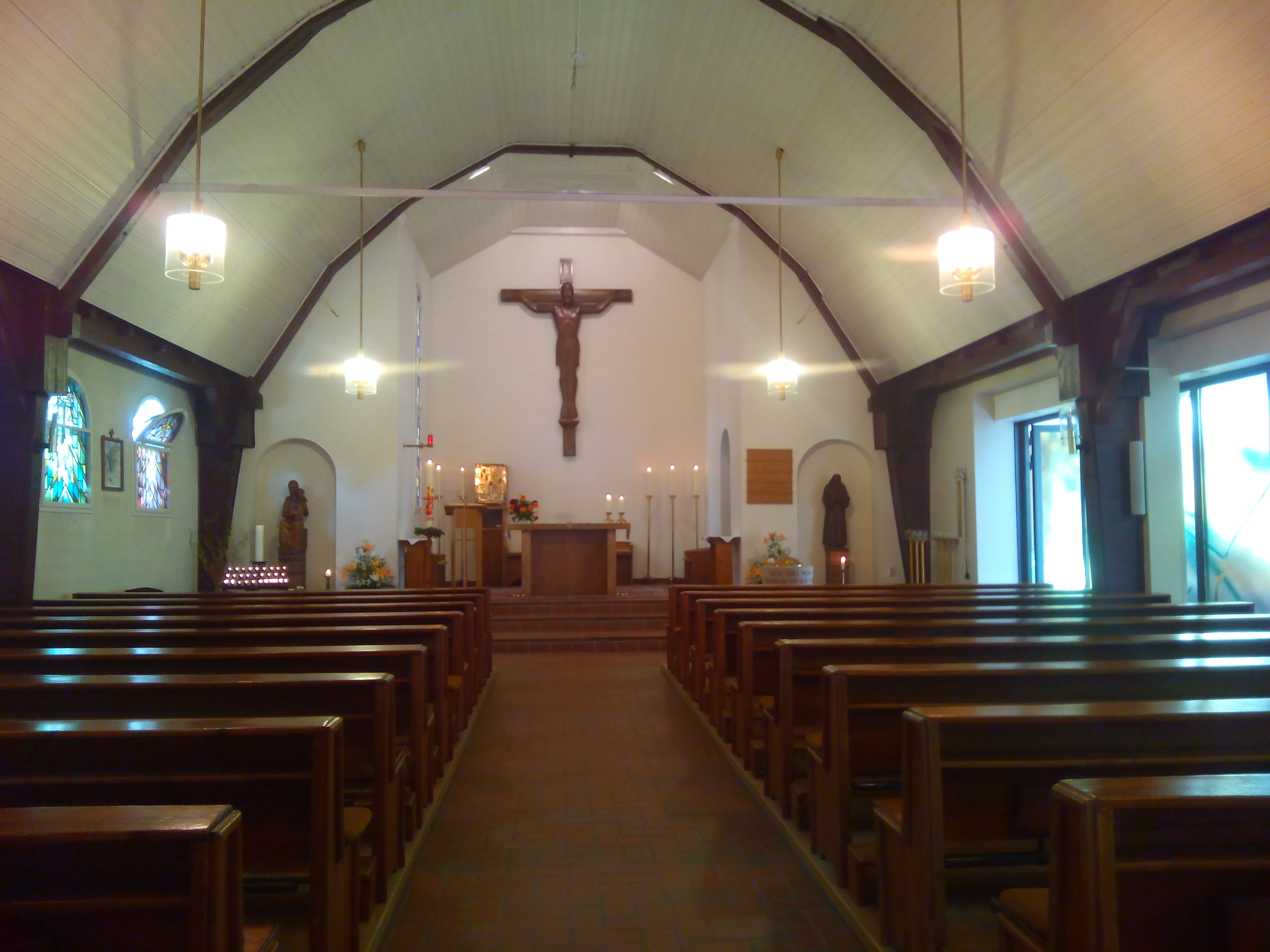
Inneres (2015)

Die Rundbogenfenster zeigen Motive zu den Festen des Kirchenjahres; sie wurden von Egbert Lammers entworfen und 1939 von der Firma August Wagner in Berlin-Treptow ausgeführt. Die Glaswand zum Gemeindezentrum an der rechten Seite wurde von Espen Tollefsen geplant und von der Firma Peters aus Paderborn umgesetzt.
Der zuerst vorhandene Hochaltar wurde nach den Empfehlungen des Zweiten Vatikanischen Konzils gegen einen einfachen Holzaltar ausgetauscht.
Die Statue des Kirchenpatrons, des hl. Konrad, ist eine Schnitzarbeit aus Altötting, dem Wirkungsort des Heiligen. – Das von der Familie des ersten Täuflings gestiftete Taufbecken trägt die Umschrift „Fest soll mein Taufbund immer stehen“. Der Kreuzweg wurde 1999 von dem Gemeindemitglied Horst Manthee entworfen.

## Orgel

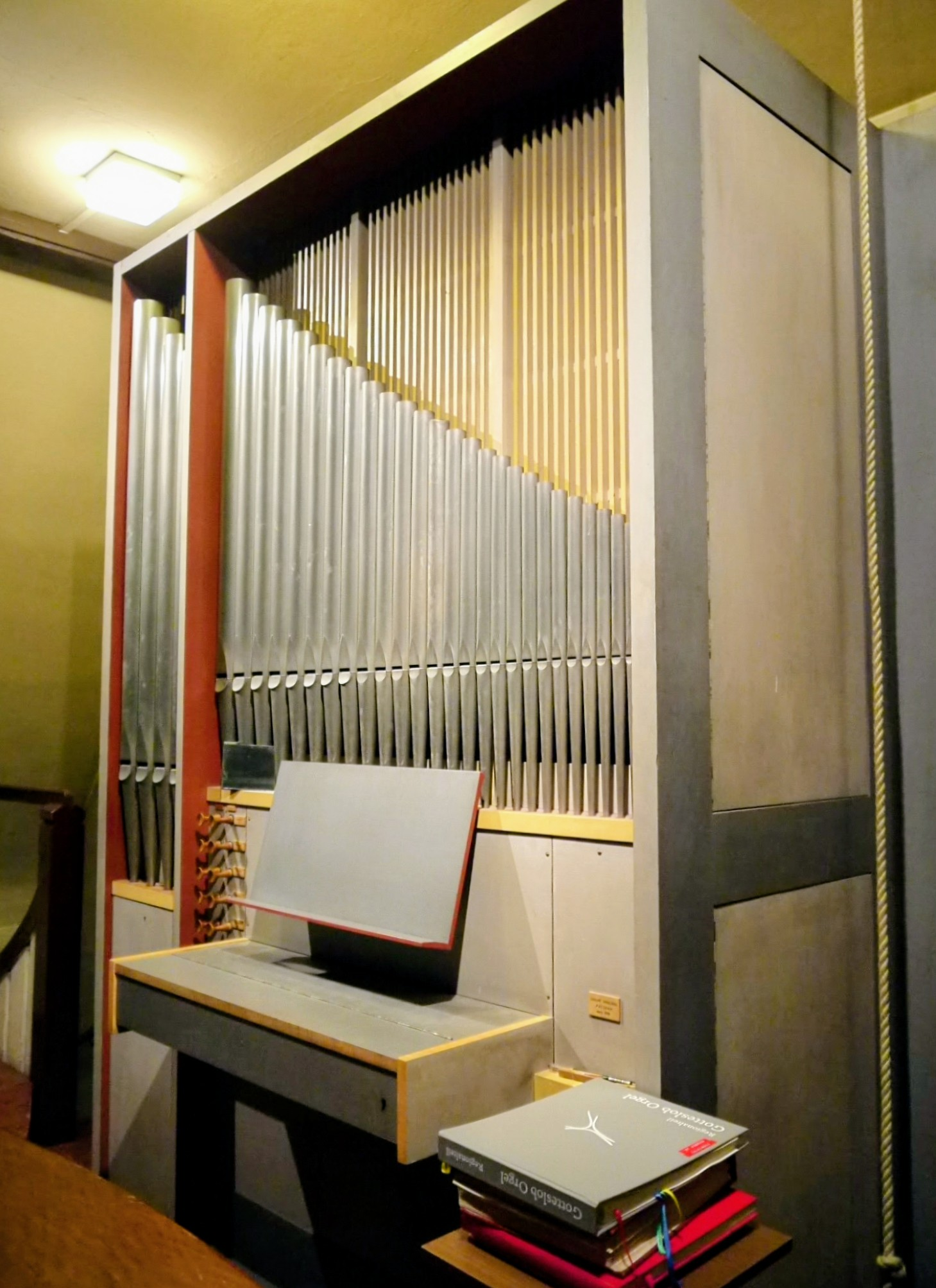
Schuke-Kleinorgel

Die 1978 von Schuke Potsdam Orgelbau gebaute Orgel besitzt sieben geteilte Register  auf einem Manual und Pedal.
Das Instrument hat folgende Disposition:

| Manual C–g3 |                            |    |
| 1.          | Gedackt                    | 8′ |
| 2.          | Principal                  | 4′ |
| 3.          | Rohrflöte                  | 4′ |
| 4.          | Quintadena Sesquialtera II | 2' |
| 5.          | Waldflöte                  | 2′ |
| 6.          | Scharff III                |    |

| Pedal C–f1 |        |     |
| 7.         | Pommer | 16′ |

- Koppeln: Pedalkoppel

## Glocken
Eine Eisenglocke aus dem Jahr 1914 wurde im Frühjahr 2018 durch zwei neue Glocken aus Bronze ersetzt, weil sie beschädigt war. Der Glockenguss erfolgte in der Firma Petit & Gebr. Edelbrock in Gescher, am 22. April 2018 nahm Erzbischof Heiner Koch die Glockenweihe vor. Die größere Glocke ist benannt nach dem Kirchenpatron Konrad von Parzham und nimmt mit der Aufschrift „Ich stehe an der Tür und klopfe an“ Bezug (Offb 3,20 ) auf die Aufgabe des Kapuzinerbruders Konrad, der viele Jahre Pförtner im Kapuzinerkloster Altötting war. Die zweite Glocke, die Marienglocke, erinnert an die Patrozinien der beiden ehemaligen Kirchen Maria Rosenkranzkönigin in Schönwalde und Regina Pacis in Finkenkrug; sie trägt die Aufschrift „Magnificat anima mea Dominum“, „Meine Seele preist die Größe des Herrn“ (Lk 1,46 ), den Beginn des Magnificats.

## KapelleRegina Pacis
Zur Gemeinde St. Konrad von Parzham gehörte auch die 1967 geweihte katholische Kapelle Regina pacis in Finkenkrug in einem ehemaligen Wohnhaus (Rudolf-Breitscheid-Straße 22). Sie wurde am 15. Januar 2010 an eine Privatmann verkauft, da das Erzbischöfliche Ordinariat dem Bau des Gemeindezentrums nur unter der Voraussetzung zugestimmt hatte, dass die Gemeinde den Neubau zum größeren Teil durch den Erlös von Immobilienverkäufen selbst finanzierte. Außerdem sollten, laut dem Sanierungsplan des Erzbistums Berlin von 2006, in den Gemeinden 25 % der pastoral genutzten Fläche abgebaut werden. Somit war der Verkauf schon lange im Voraus geplant.
Am 23. Februar 2010 nahm die Gemeinde in einem Fest-Gottesdienst mit dem emeritierten Weihbischof Wolfgang Weider Abschied von der Kapelle.
Seit dem 28. Februar 2014 ist die Regina-Pacis-Kapelle durch ein Dekret des damaligen Berliner Erzbischofs Rainer Maria Kardinal Woelki entwidmet und nun kein geweihter Ort mehr.
Das Grundstück wurde am 17. April 2014 den neuen Eigentümern übergeben und am 19. August 2014 im Grundbuch von Falkensee beim Amtsgericht Nauen dem Käufer überschrieben.

## Gemeinde
Die römisch-katholische Gemeinde in Falkensee bestand seit dem Jahr 1924. Am 1. April 1936 wurde sie mit ca. 1500 Mitgliedern seelsorglich selbstständig.
Seit dem 5. März 2018 bildete die Pfarrei mit den Pfarreien Maria, Hilfe der Christen in Spandau, St. Joseph in Siemensstadt und der Gemeinde St. Johannes der Täufer in Dallgow-Döberitz (Bestandteil der Pfarrei St. Marien in Brieselang) den Pastoralen Raum Spandau-Nord/Falkensee, der am 1. Januar 2023 zur Pfarrei Heilige Familie – Spandau-Havelland fusionierte.
Zur Information aller Gemeindemitglieder wird regelmäßig ein Pfarrbrief (Die Pforte) herausgegeben.